# 김흥만
김흥만(1972년 6월 10일 ~)은 태평양 돌핀스의 전 야구 선수다. 북평고등학교를 졸업했다. 현재 동해시 유소년 야구단의 감독을 맡고 있다. 그리고 아들이 김세현이다
현 동해시유소년야구단 감독
친분:염경엽,김원형,장정석

## 같이 보기
- 1992년 태평양 돌핀스 시즌